# هولزگو
هولزگو (به آلمانی: Holzgau) یک منطقهٔ مسکونی در اتریش است که در ناحیه رویت واقع شده‌است. هولزگو ۳۶٫۱ کیلومتر مربع مساحت دارد ۱٬۱۰۳ متر بالاتر از سطح دریا واقع شده‌است.